# Argia tupi
Argia tupi là một loài chuồn chuồn kim trong họ Coenagrionidae.
Argia tupi được Calvert miêu tả khoa học năm 1909.